# Ладакхская буддийская ассоциация
Ладакхская буддийская ассоциация (ЛБА) — организация в Ладакхе, Индия представляющая защиту интересов буддистов Ладакха. Основана в 1933 году Калон Цеван Ригзином и Мунши Сонам Цеваном. В 1989 году в штате Джамму и Кашмир случились стычки буддистов и мусульман и ЛБА призвала буддистов объявить социально-экономический бойкот мусульманам, мера была отменена в 1992 году.
В начале 2000 года представители ЛБА заявили что многие женщины-буддистки были увезены насильно из своих деревень и были вынуждены принять ислам под давлением, а правительство штата покрывает эти действия.